# Simona Iovănescu
Simona Iovănescu (n. Manea, pe 12 septembrie 1967, în Constanța) este o fostă mare handbalistă română care a jucat pe postul de pivot la Hidrotehnica Constanța și CS Oltchim Râmnicu Vâlcea. Timp de peste 10 ani, ea a fost și căpitanul echipei naționale a României. Iovănescu a luat parte la Campionatele Mondiale din 1990, 1993 și 1995, precum și la Campionatul Mondial pentru Tineret din 1985, și este triplu medaliată cu aur la Campionatele Balcanice.
În total, handbalista a jucat pentru echipa națională de senioare în 171 de meciuri, în care a înscris 250 de goluri. După numărul de prezențe la echipa națională, Iovănescu se situa, în iulie 2014, pe locul 19 în clasamentul tuturor timpurilor.

## Carieră
Simona Iovănescu și-a petrecut prima parte a carierei la Hidrotehnica Constanța, cu care a reușit o clasare pe locul IV al Cupei României. La începutul anilor 1990 s-a transferat la Chimistul Râmnicu Vâlcea, echipă la care a rămas până la retragerea din activitate. Cu Chimistul, redenumit apoi Oltchim, Iovănescu a câștigat de opt ori campionatul și tot de opt ori Cupa României.

## Palmares

### Club
- Liga Națională:
  -  Câștigătoare: 1991, 1993, 1994, 1995, 1996, 1997, 1998, 1999
  - Medalie de argint: 1992

- Cupa României:
  -  Câștigătoare: 1992, 1993, 1994, 1995, 1996, 1997, 1998, 1999

### Echipa națională
- Campionatul Balcanic:
  -  Medalie de aur: 1989, 1991, 1992

- Trofeul Carpați:
  -  Câștigătoare: 1992

## Viața privată
Simona Manea a fost căsătorită cu fostul fotbalist și președinte executiv al echipei Farul Constanța, Sevastian Iovănescu. Împreună, cei doi au avut o fată, Alexandra Iovănescu, handbalistă și ea în Liga Națională. Precum mama ei, Alexandra joacă pe postul de pivot.
În anul 2000, Simona Iovănescu s-a recăsătorit. Soțul ei actual este antrenorul de handbal Vlad Caba, cu care are un băiat, Liviu.